# British Council

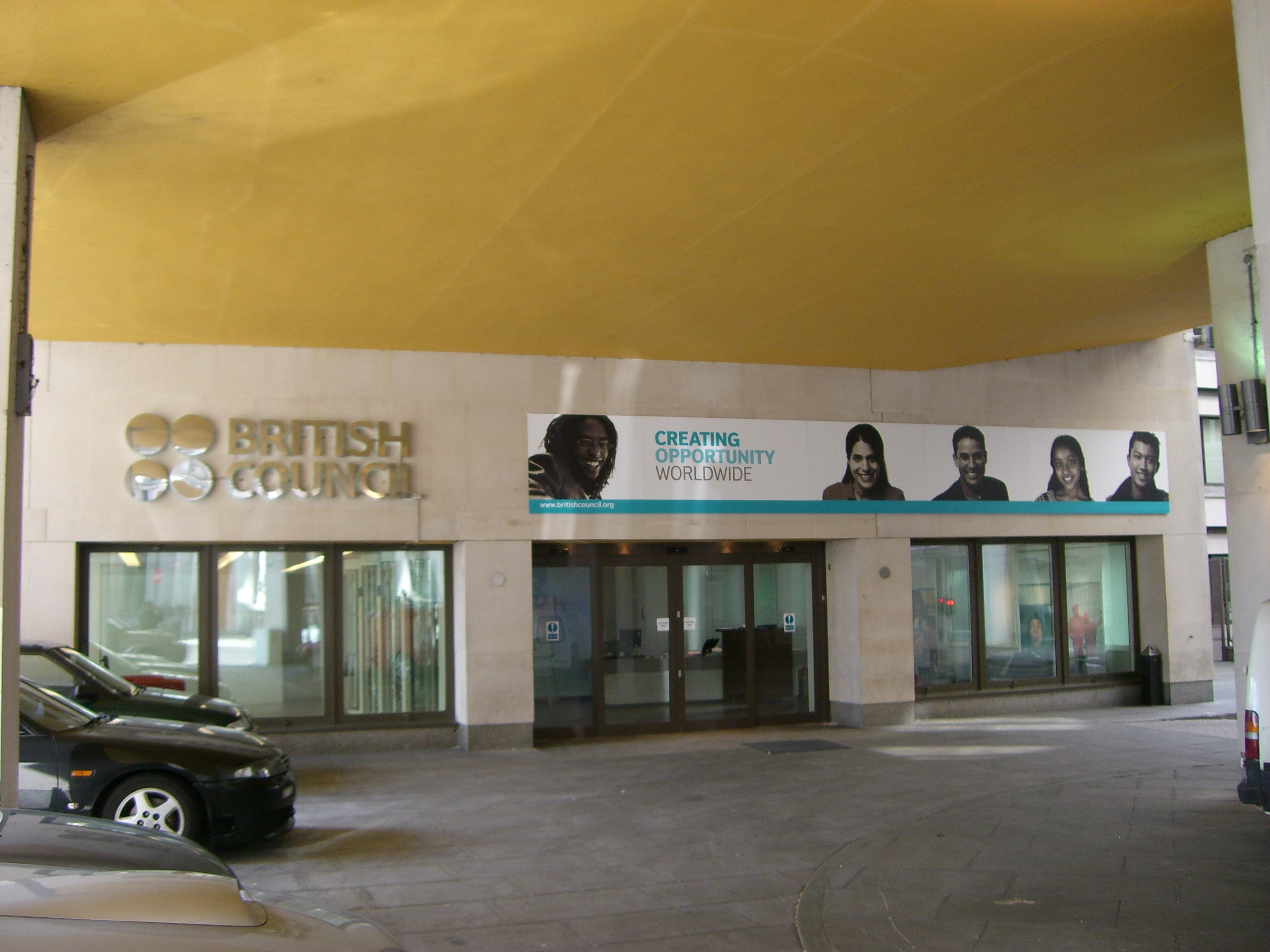
Ett British Counsil i London.

British Council är en oberoende brittisk kulturorganisation, grundad 1934 och driven i offentlig regi.
Dess syfte är att sprida kunskap om det brittiska samhället och kulturen samt att utveckla kulturella förbindelser mellan Storbritannien och andra länder. Särskild vikt läggs vid engelskaundervisning utomlands och utvecklingsbistånd i utbildningssektorn.
British Council är representerat i ett flertal länder; de första utländska avdelningarna öppnades 1938 i Lissabon, Warsawa, Bukarest och Kairo. Det finns dessutom servicecenter i Storbritannien där besökare från andra länder kan få vägledning.